# 加藤平四郎

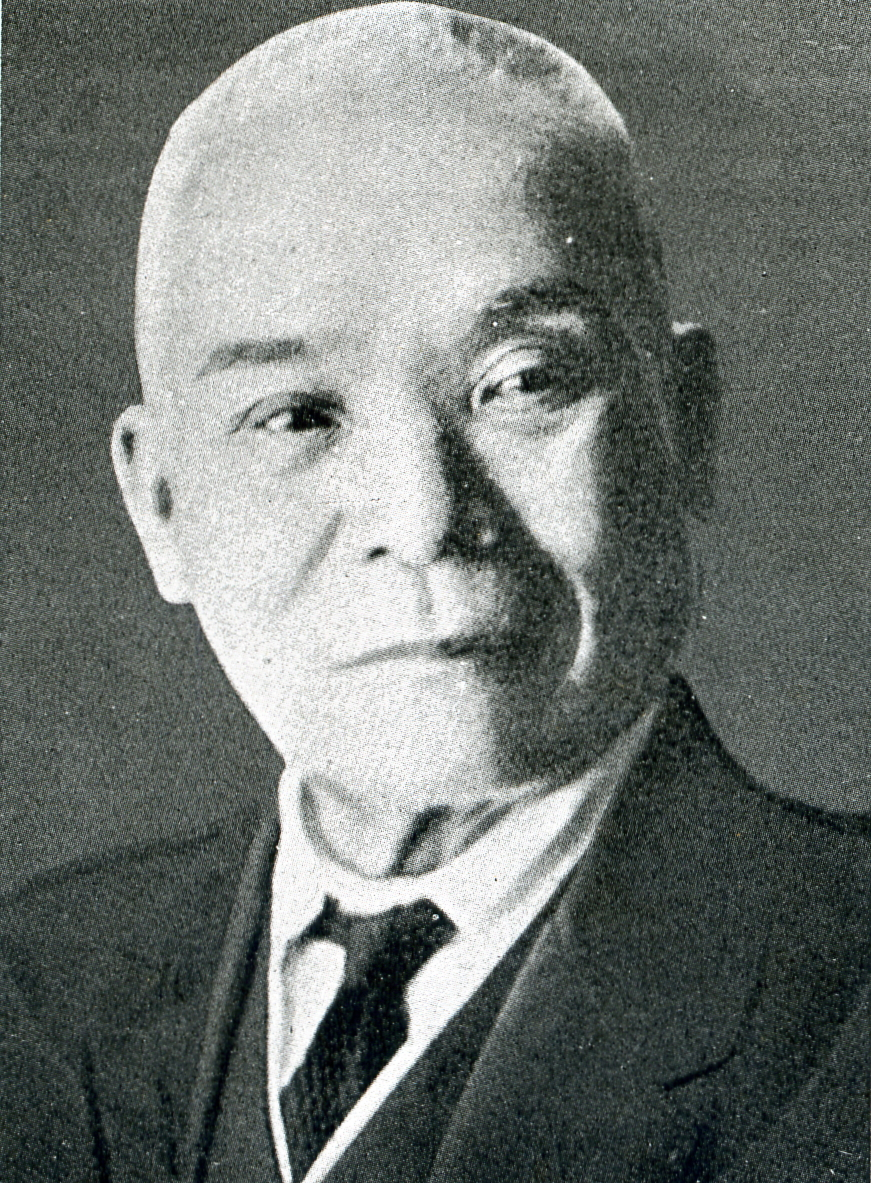
加藤平四郎の肖像写真

加藤 平四郎（かとう へいしろう、1854年3月21日（嘉永7年2月23日） - 1935年（昭和10年）3月18日）は、日本の政治家。衆議院議員、自由党系官選県知事、甲府市長。

## 経歴
美作国真島郡高田村（のち勝山村、現真庭市）で、岡山藩士・加藤量の四男として生まれる。岡山師範学校卒業後、小学校教員となる。その後、自由民権運動に加わる。国会開設運動に狂奔し、演説会を中止解散させられた腹癒せに、「国安院妨害中止居士」と大書した白木の位牌を造り、弁士一らとそれを水葬に附した逸話などがある。
1890年7月、第1回衆議院議員総選挙で岡山県第七区に自由倶楽部から出馬し当選。1894年3月の第3回総選挙まで連続3回当選。第4回総選挙で落選したが、1898年3月の第5回総選挙で返り咲き、衆議院議員を通算四期務めた。
第1次大隈内閣の成立により、1898年7月、静岡県知事に登用された。1899年8月、山梨県知事に転じ、土木事業、教育事業を推進した。1901年8月14日、知事を休職となる。その後、1907年（明治40年）4月に甲府市長に就任し1915年（大正4年）8月まで務めている。
甲府市長在任中最大の功績は、1909年（明治42年）から1912年（明治45年）までの4か年に渡る上水道工事を完成させたことである。また、甲府市柳町の初代甲府市役所庁舎（旧梁木学校校舎）を甲府市相生町に新築移転するための工を1914年（大正3年）3月に起こし、1915年（大正4年）10月に完成（竣工2か月前に辞任）させている。